# Альтернативні періодичні таблиці

Альтернативна система елемантів Теодора Бенфея

Альтернативні періодичні таблиці є табличним поданням хімічних елементів, що значно відрізняється від організації елементів в класичній періодичній системі хімічних елементів. Нині різні автори запропонували безліч варіантів, які переважно націлені на дидактичне донесення матеріалу, бо не всі кореляції між хімічними елементами видно зі стандартної періодичної системи.

## Цілі
Альтернативні періодичні таблиці часто розробляються для того, щоб виділити або підкреслити різні хімічні або фізичні властивості елементів, які не очевидні з традиційних періодичних таблиць. Цілі деяких таблиць полягають в тому, щоб підкреслити структуру електронної та ядерної будови атомів. В інших елементи розташовані у часовій шкалі в міру їхнього відкриття людиною.

## Значення для філософії науки
Хоча сам Д. І. Менделєєв протягом свого життя публікував різні варіанти періодичної таблиці й інтерес до її форми і структури зберігався і згодом, вважається, що перша наукова робота, цілком присвячена формі періодичної таблиці, вийшла лише в 1988 році. Інтерес до проблеми зберігається у вигляді величезного значення таблиці і системи в цілому в філософії науки: згідно з концепцією, відомої ще піфагорійцям, «число визначає кількість, кількість — форму, а форма — якість» (формулювання історика математики Гоу, 1923 рік). Таким чином, форма періодичної таблиці виявляється частиною ряду, який зв'язує будову атомів і властивості матерії, утвореної з атомів.

## Основні альтернативи
Лівостороння система Жанета (1928) вважається найзначнішою альтернативою традиційному опису періодичної системи. У ній елементи розташовані відповідно до заповнення атомних орбіталей і вона часто використовується фізиками. Її сучасна версія, знана як ADOMAH Periodic Table (2006), зручна для написання електронної конфігурації атомів.
| Група → Період ↓ | IIIB  | IIIB  | IIIB  | IIIB  | IIIB  | IIIB  | IIIB  | IIIB  | IIIB  | IIIB  | IIIB  | IIIB   | IIIB   | IIIB   | IIIB   | IVB    | VB     | VIB    | VIIB   | VIIIB  | VIIIB  | VIIIB  | IB     | IIB    | IIIA   | IVA    | VA     | VIA    | VIIA   | VIIIA  | IA      | IIA     |
| 1                | 1 H   | 2 He  | 3 Li  | 4 Be  |       |       |       |       |       |       |       |        |        |        |        |        |        |        |        |        |        |        |        |        |        |        |        |        |        |        |         |         |
| 2                | 5 B   | 6 C   | 7 N   | 8 O   | 9 F   | 10 Ne | 11 Na | 12 Mg |       |       |       |        |        |        |        |        |        |        |        |        |        |        |        |        |        |        |        |        |        |        |         |         |
| 3                | 13 Al | 14 Si | 15 P  | 16 S  | 17 Cl | 18 Ar | 19 K  | 20 Ca |       |       |       |        |        |        |        |        |        |        |        |        |        |        |        |        |        |        |        |        |        |        |         |         |
| 4                | 21 Sc | 22 Ti | 23 V  | 24 Cr | 25 Mn | 26 Fe | 27 Co | 28 Ni | 29 Cu | 30 Zn | 31 Ga | 32 Ge  | 33 As  | 34 Se  | 35 Br  | 36 Kr  | 37 Rb  | 38 Sr  |        |        |        |        |        |        |        |        |        |        |        |        |         |         |
| 5                | 39 Y  | 40 Zr | 41 Nb | 42 Mo | 43 Tc | 44 Ru | 45 Rh | 46 Pd | 47 Ag | 48 Cd | 49 In | 50 Sn  | 51 Sb  | 52 Te  | 53 I   | 54 Xe  | 55 Cs  | 56 Ba  |        |        |        |        |        |        |        |        |        |        |        |        |         |         |
| 6                | 57 La | 58 Ce | 59 Pr | 60 Nd | 61 Pm | 62 Sm | 63 Eu | 64 Gd | 65 Tb | 66 Dy | 67 Ho | 68 Er  | 69 Tm  | 70 Yb  | 71 Lu  | 72 Hf  | 73 Ta  | 74 W   | 75 Re  | 76 Os  | 77 Ir  | 78 Pt  | 79 Au  | 80 Hg  | 81 Tl  | 82 Pb  | 83 Bi  | 84 Po  | 85 At  | 86 Rn  | 87 Fr   | 88 Ra   |
| 7                | 89 Ac | 90 Th | 91 Pa | 92 U  | 93 Np | 94 Pu | 95 Am | 96 Cm | 97 Bk | 98 Cf | 99 Es | 100 Fm | 101 Md | 102 No | 103 Lr | 104 Rf | 105 Db | 106 Sg | 107 Bh | 108 Hs | 109 Mt | 110 Ds | 111 Rg | 112 Cn | 113 Nh | 114 Fl | 115 Mc | 116 Lv | 117 Ts | 118 Og | 119 Uue | 120 Ubn |
| Сем- ство →      | 19    | 20    | 21    | 22    | 23    | 24    | 25    | 26    | 27    | 28    | 29    | 30     | 31     | 32     | 9      | 10     | 11     | 12     | 13     | 14     | 15     | 16     | 17     | 18     | 5      | 6      | 7      | 8      | 1      | 2      | 3       | 4       |

У періодичній системі Теодора Бенфея (1960) елементи утворюють двомірну спіраль, яка, розвиваючись, оперізує острови з перехідними металами, лантаноїдами й актиноїдами. У цій моделі з'являються ще не відкриті, але передбачені g-елементи (з атомними числами від 121 до 138). Подібну будову має так звана Хімічна Галактика, яку запропонував Філіп Стюарт.
У розширеній версії Періодичної таблиці, яку запропонував Г. Т. Сіборг 1969 року, зарезервовані місця до елемента з атомним номером 218.

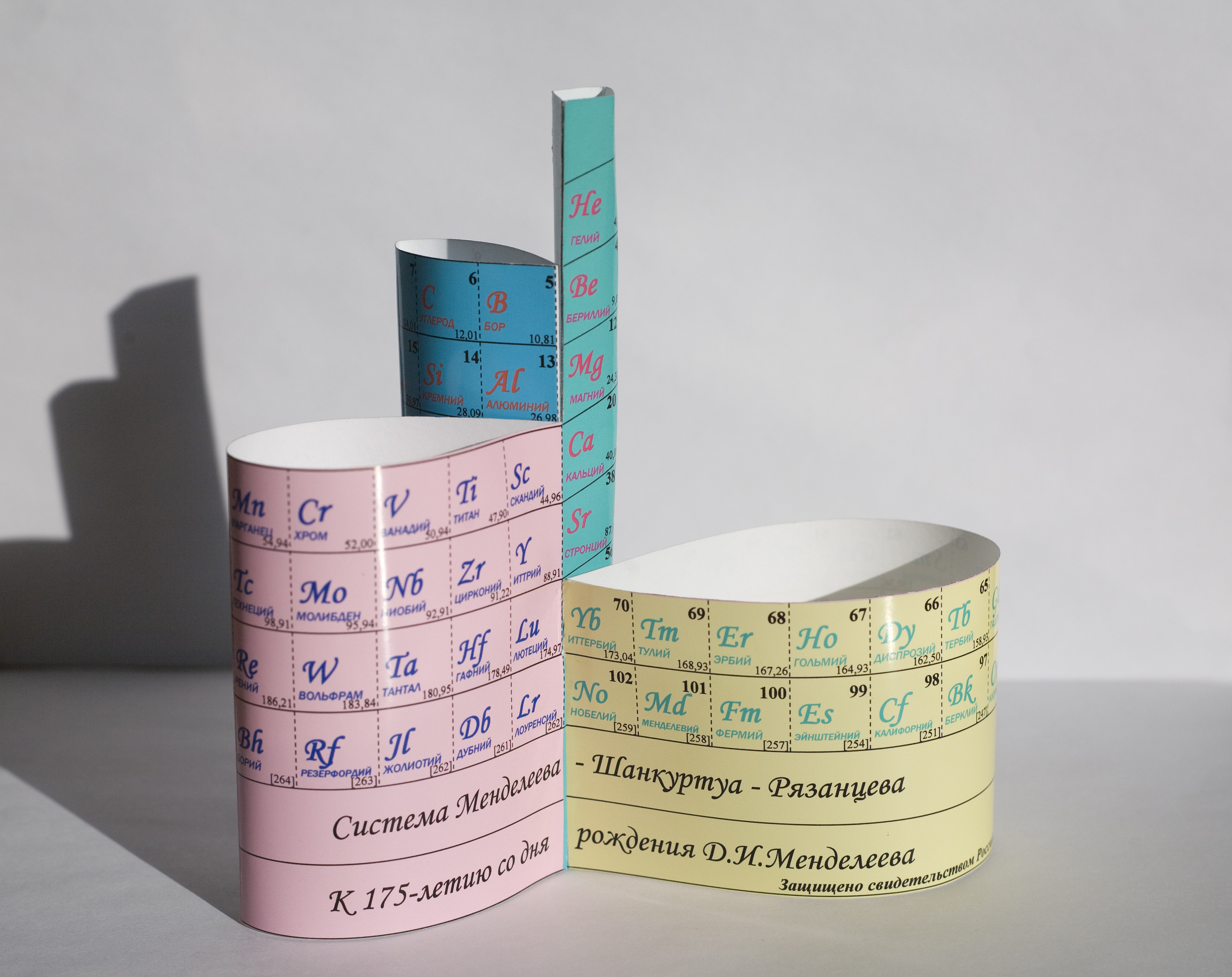
Квітка Менделєєва

Фізична періодична система, яку запропонував Тіммоті Стове, є тривимірною з трьома осями, на яких відкладені головне, орбітальне і магнітне квантові числа.
Інший підхід заснований на тому, що кластери атомів одного елемента мають властивості єдиного атома іншого елемента. На цьому засновано пропозицію розширити періодичну таблицю другим шаром, де будуть представлені такі кластерні сполуки. Саме останні додавання до такої «багатоповерхової» таблиці — це негативно заряджений кластер атомів алюмінію Al7-, який має властивості, схожі з атомом германію.
У таблиці Рональда Річа хімічний елемент може з'являтися в таблиці за необхідності кілька разів.
Варіант, названий «Квіткою Менделєєва», на думку авторів, є естетичною версією таблиці хімічних елементів і являє собою тривимірну багатопелюсткову квітку, в якій кожна пелюстка представлена атомами з певним орбітальним квантовим числом.